# Frantic (film)
Frantic – amerykańsko-francuski film fabularny w reżyserii Romana Polańskiego z 1988 roku.

## Fabuła
Amerykanin, doktor Richard Walker, przybywa wraz z żoną do Paryża na konferencję medyczną. W pierwszych chwilach pobytu w hotelu jego żona nagle znika. Walker postawiony wobec zagadki, pozbawiony wsparcia policji, postanawia wszcząć dochodzenie na własną rękę. Przewodniczką po paryskim półświatku jest Michelle, która, jak się okazuje, jest zakładniczką terrorystów, poszukujących przedmiotu znajdującego się w zamienionej na lotnisku walizce pani Walker.

## Obsada
- Harrison Ford – dr Richard Walker
- Emmanuelle Seigner – Michelle
- Betty Buckley – Sondra Walker
- Djiby Soumare – taksówkarz
- Dominique Virton – portier
- John Mahoney – Williams
- Jimmy Ray Weeks – Shaap
- Gérard Klein – Gaillard
- David Huddleston – Peter